# Peter Mokaba Stadium
Peter Mokaba Stadium är en fotbollsarena i Polokwane, Sydafrika. Den ligger på promenadavstånd från centrum och är uppkallad efter Peter Mokaba som kommer från Polokwane och var en av hjältarna i kampen mot apartheid. Arenan är speciell på det sättet att den är vidöppen på ena kortsidan och ändå rymmer en tredjedel av stadens befolkning. Byggarbetet drabbades av en tragedi då en arbetare omkom efter att ha träffats av en fallande betongplatta.
Under Världsmästerskapet i fotboll 2010 spelades fyra gruppspelsmatcher spelas där.